# 28589 Nisley
28589 Nisley este o planetă minoră (asteroid), cu un diametru de 2,112 km, din centura de asteroizi. A fost descoperită pe 11 martie 2000 la Stația Anderson Mesa de Lowell Observatory Near-Earth-Object Search. 
Obiectul prezintă o orbită caracterizată de o semiaxă mare de 2,2173879 UAi, o excentricitate de 0,07, o înclinație de 3,22692 ° în raport cu ecliptica.